# Kanton Brioude-Nord
Brioude-Nord is een voormalig kanton van het Franse departement Haute-Loire. Het kanton maakte deel uit van het arrondissement Brioude. Het werd opgeheven door het decreet van 17 februari 2014, met uitwerking op 22 maart 2015.

## Gemeenten
Het kanton Brioude-Nord omvatte de volgende gemeenten:
- Beaumont
- Bournoncle-Saint-Pierre
- Brioude (deels, hoofdplaats)
- Cohade
- Lamothe
- Paulhac
- Saint-Beauzire
- Saint-Géron
- Saint-Laurent-Chabreuges